# Georg Raederscheidt
Friedrich Georg Raederscheidt (* 21. August 1883 in Köln; † 6. Januar 1974 in Brühl) war ein deutscher Pädagoge und Hochschullehrer.

## Leben
Georg Raederscheidt war der Sohn des Gastwirts Wilhelm Raederscheidt. Nach dem Besuch des Kaiser-Wilhelm-Gymnasiums Köln bis zum Abitur 1904 studierte er Germanistik, Geschichte, Philosophie und Klassische Philologie an den Universitäten in Freiburg, Berlin und Bonn. In Freiburg wurde er Mitglied des KStV Brisgovia Nach seinem Staatsexamen im Juli 1909 in Bonn legte er sein Seminarjahr am Gymnasium an der Apostelkirche in Köln ab. Es folgte ein Probejahr am Städtischen Schiller-Gymnasium in Köln-Ehrenfeld und danach an der Städtischen Oberrealschule in Neuss. Dort wurde Raederscheidt zunächst zum Oberlehrer und später zum Studienrat ernannt. 1919, dem Gründungsjahr vieler deutscher Volkshochschulen, begründete Raederscheidt die Neusser Volkshochschule, die er bis 1926 leitete. Von 1920 bis 1926 leitete er die Neusser Oberrealschule.

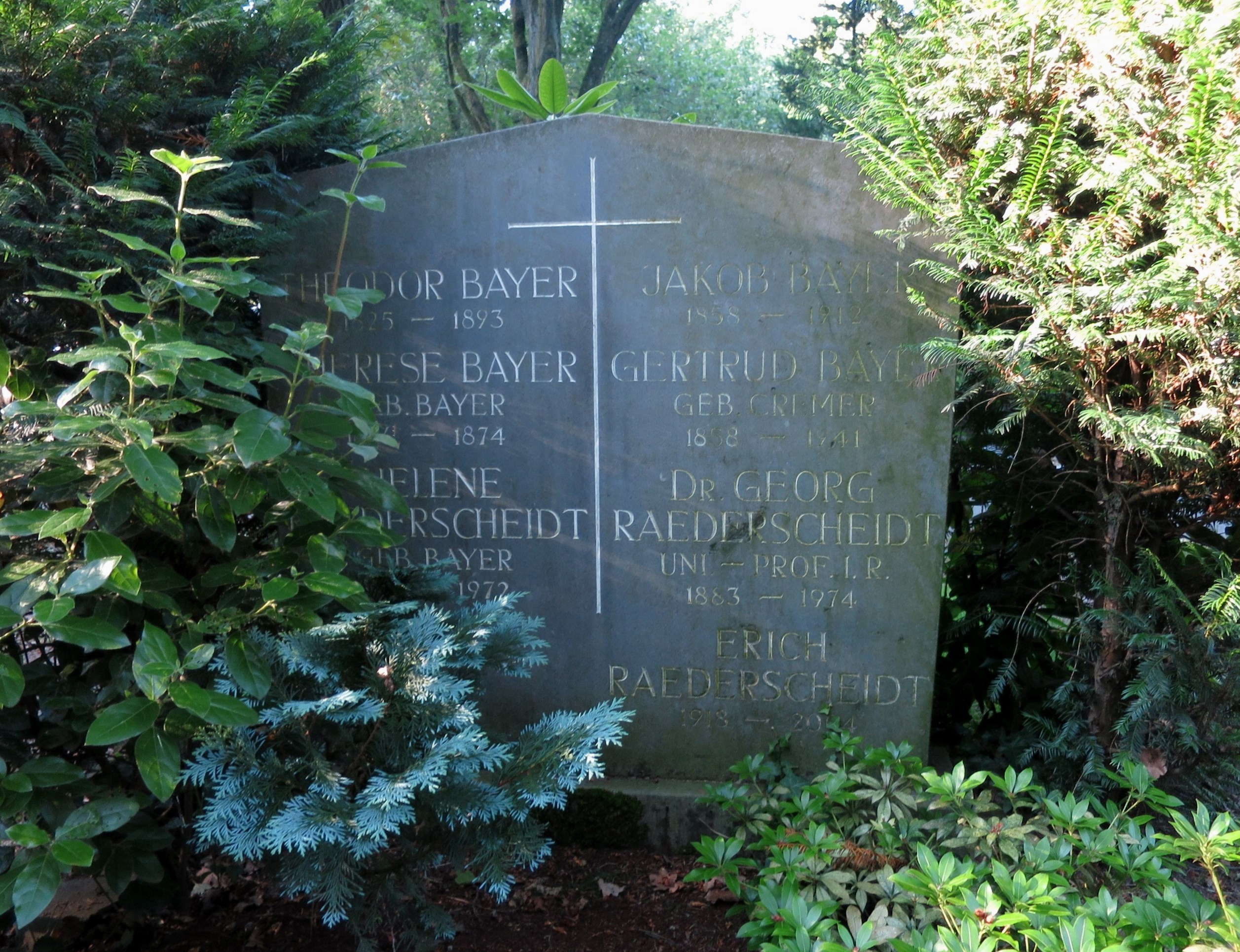
Grabstätte auf dem Kölner Melaten-Friedhof

In der Zeit von 1926 bis zu seiner Amtsenthebung im Jahr 1934 leitete er als Direktor die Pädagogische Akademie Bonn zur Ausbildung von katholischen Volksschullehrern. Zwischenzeitlich promovierte er 1930 an der Universität Frankfurt am Main zum Dr. phil. Zudem nahm er als Honorarprofessor einen Lehrauftrag an der Universität zu Köln wahr. Im November 1933 unterzeichnete er das Bekenntnis der deutschen Professoren zu Adolf Hitler. Trotzdem überstand er die Umwandlung der Pädagogischen Akademie in eine Hochschule für Lehrerbildung nicht.
Raederscheidt wurde im Jahr 1949 Leiter der Deutschen Bauernhochschule Fredeburg. Dieses Amt hatte er bis 1963 inne.
Er war seit 1926 Mitglied der KDB Sigfridia zu Bonn im RKDB sowie seit 1928 im W.k.St.V. Unitas Niebelungen zu Bonn.
Raederscheidt verstarb 1974 im Alter von 90 Jahren in einem Brühler Seniorenstift. Er wurde im Familiengrab seiner Frau Helene geb. Bayer (1889–1972) auf dem Kölner Friedhof Melaten (Flur 14 (I)) beigesetzt.

## Werke (Auswahl)
- Entstehungsgeschichte, Analyse und Nachwirkungen von Wielands "Agathon". Altenburg 1930.
- Erkenne dich selbst – Gedanken zur Persönlichkeitsbildung. Diesterweg, Frankfurt am Main 1955.[7]

Zudem war Raederscheidt Herausgeber der Zeitschriften Die neue Schule (1927 ff.), Schrift und Schreiben (1929 ff.) und Die neue Volksschule in Stadt und Land (1949 ff.). Ferner war er seit 1929 Mitherausgeber des Handbuch der Erziehungswissenschaften.

## Ehrungen
- 1953: Verdienstkreuz (Steckkreuz) der Bundesrepublik Deutschland[8]
- Zu seinem Gedenken wurde die Georg-Raederscheidt-Gesellschaft an der Fakultät für Bildungswissenschaften der Universität Duisburg-Essen gegründet.[9]